# Ghaznovská říše
Ghaznovská říše (persky غزنویان), také Ghaznovský sultanát, se od druhé poloviny 10. století do 12. století rozkládala ve střední Asii. Jejím hlavní městem byla nejdříve Ghazna (v dnešním Afghánistánu), od roku 1151 pak Láhaur (dnes leží v pákistánské provincii Paňdžáb). Za zakladatele dynastie Ghaznovců se považuje Alp Tegin, který byl také velitelem samánovské armády. Ovšem dynastii v pravém slova smyslu založil jeho zeť Sebük Tegin (asi 942–997), asi nejznámějším vládcem dynastie pak byl Mahmúd z Ghazny. Ghaznovci byli Turci a muslimové vyznávající sunnitský islám.